# 극동의 무적자
"극동의 무적자"는 1970년에 개봉한 대한민국의 영화이다.

## 캐스팅
- 남궁원 : 강 / 첩보원 HS-7호 역
- 남정임 : 기미코 역
- 허장강 : 보스 역
- 이대엽 : 이케다 역
- 최성호 : 왕태산 역
- 김동호
- 방성자
- 윤미라
- 성소민
- 추석양
- 이성섭
- 최창호
- 김주오
- 지용남
- 임성포
- 이영
- 황백
- 권오상
- 김영인
- 안태섭
- 신찬일
- 김홍규
- 라일
- 황인철
- 주일몽